# Echinopauropus californianus
Echinopauropus californianus är en mångfotingart som först beskrevs av Hilton 1930.  Echinopauropus californianus ingår i släktet Echinopauropus och familjen fåfotingar. Inga underarter finns listade i Catalogue of Life.